# Honningsvåg

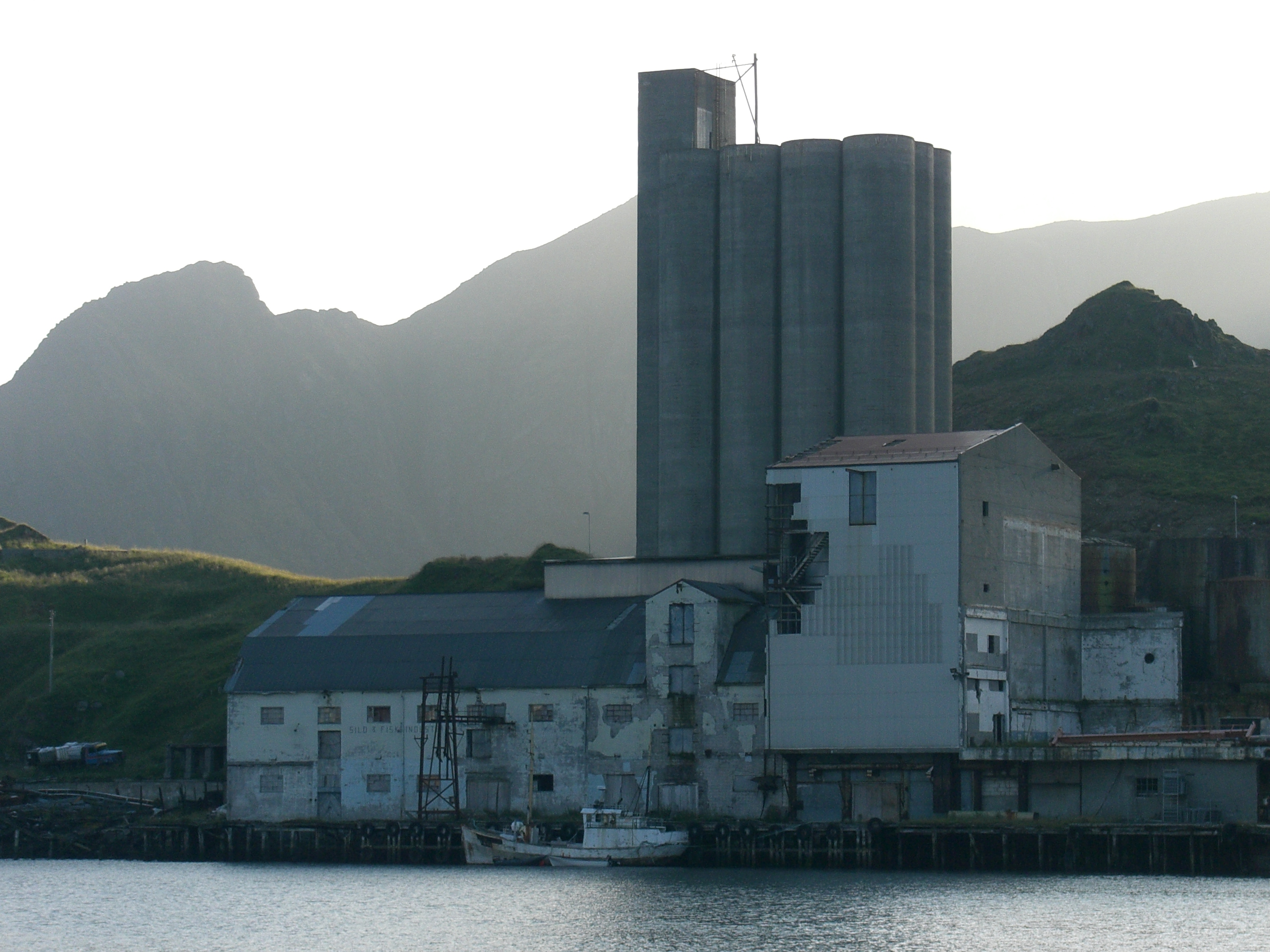
Opuštěná továrna nedaleko města

Honningsvåg je nejsevernější město Norska (mimo Špicberky). Spadá do správní oblasti Nordkapp. Podle norské legislativy musí mít město minimální počet obyvatel 5 000, což Honningsvåg nesplňuje, jelikož má 2 575 obyvatel. Zvláštní výjimkou zákona z roku 1996 byl status města obci udělen.
Město se nachází v zátoce na jižním břehu ostrova Magerøya. Okolo města vede silnice E69, po které se turisté dostávají až na Nordkapp. V letních měsících je přístav ve městě častou zastávkou výletních lodí převážející turisty na Nordkapp. Nachází se zde také letiště Honningsvåg, které se nachází 4 km od města.
Oblast byla osídlena již před 10 300 lety. Předpokládá se, že většina tehdejších obyvatel získávala obživu z moře rybolovem, který je významnou složkou místní ekonomiky do dnešních dnech. Bohaté vody Barentsova moře jsou plné ryb, které současný průmysl zpracovává. Teplota mořské vody v lednu se zde pohybuje okolo −4 °C.
Díky přílivu turistů je v létě město důležitým zaměstnavatelem, jelikož poskytuje práci přibližně 500 lidem, kteří pracují v turistickém průmyslu. V oblasti se nalézá několik větších hotelů a jedno velké turistické centrum, které slouží jako hlavní základna pro cesty na Nordkapp. Okolo města se nalézají továrny na zpracování ryb a na výrobu krmiv pro ryby v různém stádiu využívání.
Po dostavbě podmořského tunelu, který vyúsťuje poblíž města, byl uzavřen převoz na pevninu, který byl po dlouhá léta jedinou spojnicí s okolním světem. V dnešní době je oblast čile turisticky navštěvována, díky snadné dopravní dostupnosti. Za průjezd podmořským tunelem se do roku 2012 vybíralo mýtné, v současnosti je již průjezd tunelem zdarma.